# Harry Glück (Architekt)

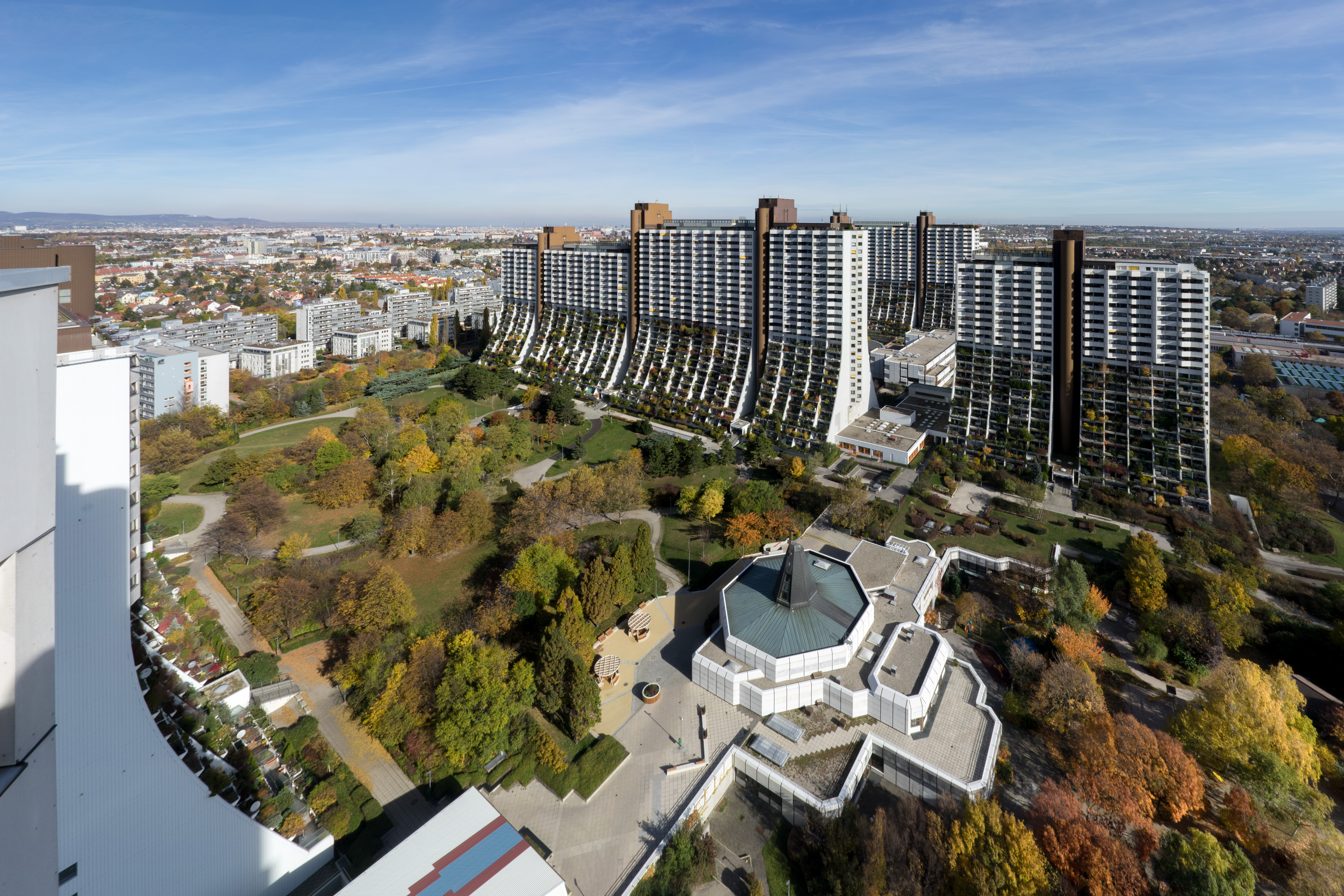
Wohnpark Alt-Erlaa

Harry Glück (* 20. Februar 1925 in Wien; † 13. Dezember 2016 ebenda) war ein österreichischer Architekt und Bühnenbildner.

## Leben
Glück studierte Bühnenbild und Regie am Max Reinhardt Seminar und war dann zehn Jahre lang als Bühnenbildner tätig. Daneben arbeitete er gelegentlich auch als Kulissenmaler in den Wiener Rosenhügel-Filmstudios. Während dieser Zeit startete er eine zweite Karriere und nahm ein Architekturstudium an der Technischen Universität Wien auf, das er 1960 mit einem Diplom abschloss. Danach folgte ein Studium an der Universität Innsbruck und die Promotion zum Dr. techn.
Als Architekt gründete er 1966 sein eigenes Büro, das ab 1976 als Harry Glück & Partner firmierte. Mit seinen zeitweise mehr als 100 Mitarbeitern errichtete er Büro- und Geschäftsbauten, Bank- und Verwaltungsgebäude, Hotels und Seniorenheime, Kindergärten und Schulen sowie 18.000 Wohnungen, davon 16.000 in Wien. Sein bekanntestes Werk ist der Wohnpark Alterlaa in Liesing, eine Wohnanlage für 10.000 Einwohner. Glücks Kennzeichen waren die Terrassenbauten – neben Alterlaa etwa die Anlagen in der Inzersdorfer Straße, Hadikgasse, Maderspergerstraße, Otto-Probst-Straße oder der Heinz-Nittel-Hof.
Mit seinem Schaffen zeichnete er sich besonders im Sozialen Wohnbau unter dem Credo „Wohnen wie Reiche, auch für Arme“ aus. Er sah seine Bauten – insbesondere Alterlaa – als „… moderne Fortsetzung der Gemeindebauten aus der 1. Republik, übersetzt auf 2 Generationen später“. Sein einfaches, aber richtungsweisendes Konzept fußte auf folgenden Prinzipien: (1) mit dem psychischen Appell der Natur leben (viel Grün, Licht, Sonne); (2) freie Aussicht (viel Luft); (3) Nähe zum Wasser; (4) Möglichkeiten zu spielerischen und kreativen Aktivitäten, Kommunikation und sozialen Kontakten (großzügige Freiflächen). Sein Markenzeichen sind dabei Gemeinschaftspools, meistens auf dem Dach. Diese sollen die bandbildende Funktion einnehmen, wie es früher das Wirtshaus oder der Kirchenplatz getan hat. Dazu gibt es private Freiräume bei allen Wohnungen – oft mit Pflanztrögen – und Schrankräume in den Schlafzimmern.
Er selbst lebte bis zu seinem Tod jahrzehntelang in einer Dachgeschoßwohnung in der Lange Gasse mit Blick auf den Park des Palais Auersperg und die Wiener Innenstadt, einem Garten mit riesigen vor 30 Jahren selbst gepflanzten Bäumen, und einem Schwimmbad im Keller: „…Die Grundidee dieser Wohnung ist das jungsteinzeitliche Einraumhaus mit der Feuerstelle in der Mitte. Daher gibt es auch einen Kamin, bei dem man das Feuer von allen Seiten sehen und spüren kann. Das ist mir sehr wichtig. Das archaische Erbe ist in uns allen lebendig, es spricht uns alle an. …Was den Funktionsablauf betrifft, entspricht diese Wohnung jenen Prinzipien, für die ich mich im sozialen Wohnbau von jeher einsetze: Weite, Infrastruktur, Kommunikationsräume, Blick ins Grüne und Nähe zu Natur- und Erholungsräumen.“

## Auszeichnungen
- 2015: Goldenes Ehrenzeichen für Verdienste um das Land Wien
- 2015: Ehrendoktorat der Technischen Universität Wien[7]

## Würdigungen

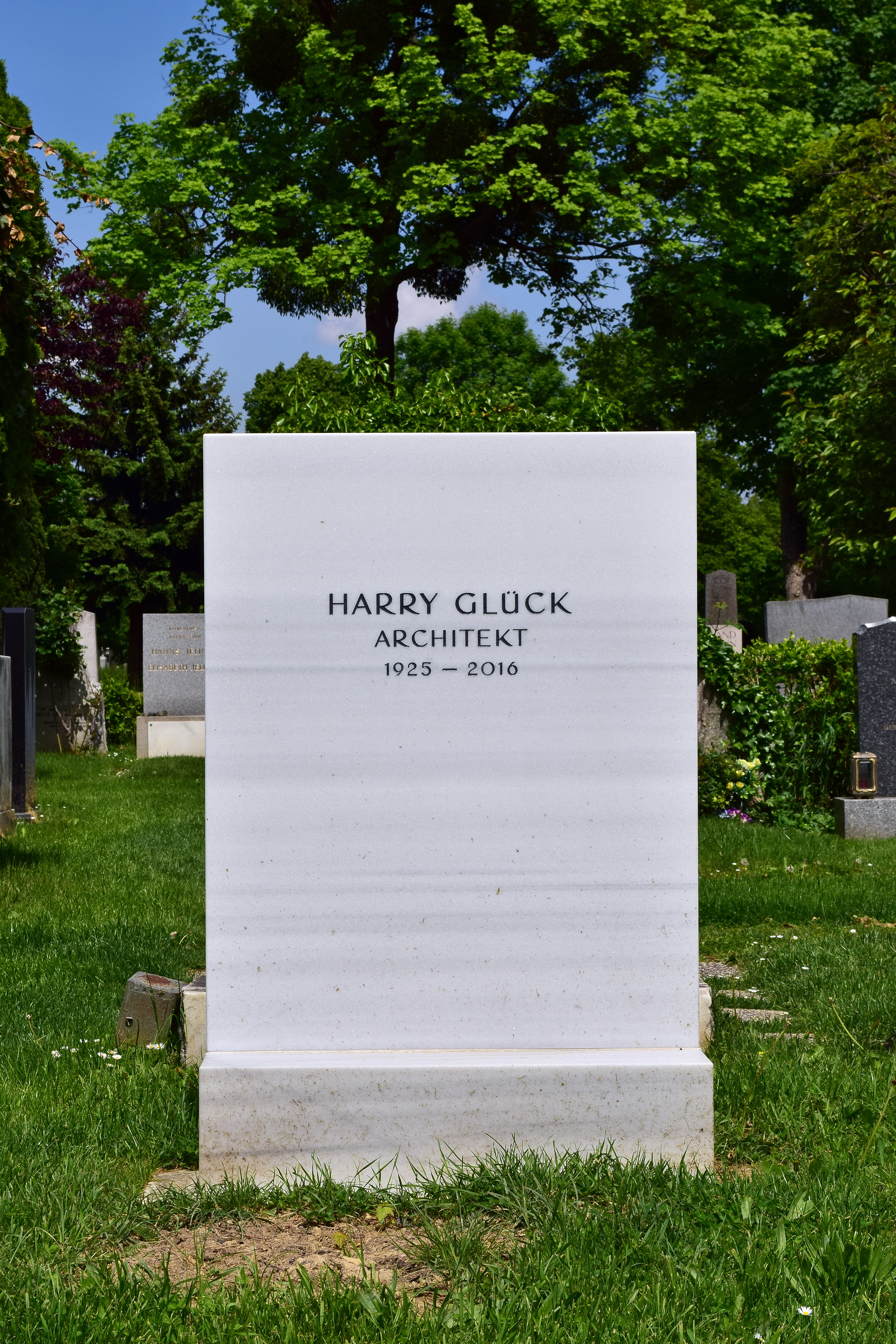
Grab von Harry Glück am Wiener Zentralfriedhof

Glück wurde in einem ehrenhalb gewidmeten Grab am Wiener Zentralfriedhof (Gruppe 40) beigesetzt.
Im 12. Gemeindebezirk wurde eine neue Wohnhausanlage in der Sagedergasse, deren Planung sich auch an den Wohnpark Alt-Erlaa anlehnt, nach ihm als Harry-Glück-Haus benannt.
Zu Ehren Harry Glücks 90. Geburtstag wurde im Februar 2015 die bis dato namenlose, 123.000 m² große Grünfläche um den Wohnpark Alterlaa in Harry-Glück-Park benannt.
Im Jahr 2018 wurde in Wien-Favoriten (10. Bezirk) der Harry-Glück-Platz nach ihm benannt.

## Realisierungen
| Foto |                 | Baujahr   | Name                                                        | Standort                                                 | Beschreibung | Metadaten                                                                   |
| ---- | --------------- | --------- | ----------------------------------------------------------- | -------------------------------------------------------- | --- | --------------------------------------------------------------------------- |
| ja   | Datei hochladen | 1969      | Reihenhaus-Anlage Doktorberg                                | Doktorberg, Kaltenleutgeben Standort                     | Gemeinsam mit Carl Auböck, 125 Reihenhäuser in Gruppen in Hanglage | P84(Architekt): P131(Ort):                                                  |
| ja   | Datei hochladen | 1969      | Ferienbungalow-Anlage                                       | Schlosspark Seebenstein Standort                         | 60 gleichartige Flachdach-Bungalows (3 Haustypen) | P84(Architekt): P131(Ort):                                                  |
| ja   | Datei hochladen | 1969      | Wohnhausanlage Pfeilgasse                                   | Pfeilgasse 31, Wien-Josefstadt Standort                  | Geförderter Mietwohnbau, 20 Wohnungen | P84(Architekt): P131(Ort):                                                  |
| ja   | Datei hochladen | 1970      | Wohnhausanlage Angeligasse                                  | Angeligasse 97–99 Standort                               | Geförderter Mietwohnbau, 183 Wohnungen | P84(Architekt):Harry Glück P131(Ort):Wien Region-ISO:AT-9                   |
| ja   | Datei hochladen | 1972      | Wohnanlage Heiligenstädter Straße 131–135                   | Wien, Heiligenstädter Straße 131–135 Standort            | 378 Wohneinheiten | P84(Architekt):Harry Glück P131(Ort):Wien Region-ISO:AT-9                   |
| ja   | Datei hochladen | 1973–1985 | Wohnpark Alt-Erlaa                                          | Anton-Baumgartner-Straße 44 Standort                     | mit Kurt Hlaweniczka und Requat & Reinthaller | P84(Architekt):Harry Glück, Kurt Hlaweniczka P131(Ort):Wien Region-ISO:AT-9 |
| ja   | Datei hochladen | 1974      | Terrassenhaus Inzersdorfer Straße                           | Wien, Inzersdorfer Straße 113/Angeligasse Standort       | Harry Glück & Partner (W. Höfer, R. Neyer, Tadeusz Spychała), 222 Wohneinheiten | P84(Architekt):Harry Glück P131(Ort):Wien Region-ISO:AT-9                   |
| ja   | Datei hochladen | 1974      | Wohnanlage Rosentalgasse                                    | Rosentalgasse 11, Wien-Hütteldorf Standort               | | P84(Architekt):Harry Glück P131(Ort):Wien Region-ISO:AT-9                   |
| BW   | Datei hochladen | 1974      | Wohnanlage Pötzleinsdorfer Höhe / Dr Heinrich Mayer Strasse | Pötzleinsdorfer Höhe 41, Wien-Pötzleinsdorf Standort     | | P84(Architekt): P131(Ort):                                                  |
| ja   | Datei hochladen | 1974      | Terrassenhaus Magdeburgstraße                               | Magdeburgstraße/Gumplowiczstraße/Harlacherweg Standort   | | P84(Architekt):Harry Glück P131(Ort):Wien Region-ISO:AT-9                   |
| ja   | Datei hochladen | 1977–1980 | Terrassenhaus                                               | Arndtstraße 21, Wien-Meidling Standort                   | 199 Wohneinheiten | P84(Architekt):Harry Glück P131(Ort):Wien Region-ISO:AT-9                   |
| ja   | Datei hochladen | 1977      | Wohnhausanlage                                              | Hadikgasse 128, Wien-Penzing Standort                    | 210 Wohneinheiten | P84(Architekt): P131(Ort):                                                  |
| ja   | Datei hochladen | 1977–1979 | Allianzgebäude Hietzinger Kai                               | Hietzinger Kai 101, Wien Unter St. Veit Standort         | → Hauptartikel : Allianz SE f1 | P84(Architekt): P131(Ort):                                                  |
| ja   | Datei hochladen | 1978      | Terrassenhaus Wernhardtstraße                               | Wernhardtstraße 1 Standort                               | | P84(Architekt): P131(Ort):                                                  |
| ja   | Datei hochladen | 1978      | Terrassenhaus Maderspergerstraße                            | Maderspergerstraße 1–3 Standort                          | 163 Wohneinheiten | P84(Architekt): P131(Ort):                                                  |
| ja   | Datei hochladen | 1978      | Wohnhaus mit Eigentumswohnungen                             | Trautsongasse 3 Standort                                 | | P84(Architekt): P131(Ort):                                                  |
| ja   | Datei hochladen | 1978      | Pensionistenwohnheim Rosenhügel                             | Rosenhügel, Rosenhügelstraße 192, Wien-Hietzing Standort | 235 Einzelappartements und 27 Doppelappartements, Pflegezimmer, Betreuungszimmer Anmerkung: Identadresse Hirschengasse 20–22 | P84(Architekt): P131(Ort):                                                  |
| ja   | Datei hochladen | 1978      | Franz-Josefs-Bahnhof                                        | Standort                                                 | mit Karl Schwanzer, Franz Requat, Kurt Hlaweniczka, Thomas Reinthaller | P84(Architekt): P131(Ort):                                                  |
| ja   | Datei hochladen | 1978–1981 | Pensionistenheim An der Türkenschanze                       | Türkenschanzplatz 2, Wien 19 Standort                    | 289 Einzelappartements und 20 Doppelappartements, Pflegezimmer, Betreuungszimmer | P84(Architekt): P131(Ort):                                                  |
| ja   | Datei hochladen | 1979      | Wohnanlage Antonigasse                                      | Antonigasse Standort                                     | 209 Wohneinheiten | P84(Architekt): P131(Ort):                                                  |
| ja   | Datei hochladen | 1979      | U-Bahn-Station Alterlaa                                     | Anton-Baumgartner-Straße Standort                        | Gebaut als Straßenbahnlinie 64. 1995 Umgebaut als U6-Station | P84(Architekt): P131(Ort):Liesing Region-ISO:AT-9                           |
| ja   | Datei hochladen | 1979      | Flachbausiedlung Carabelligasse                             | Carabelligasse Standort                                  | 188 Wohneinheiten | P84(Architekt): P131(Ort):                                                  |
| ja   | Datei hochladen | 1980      | Heinz-Nittel-Hof Wiener Wohnen: 1759                        | Wien-Floridsdorf Standort                                | Terrassenhaus Anmerkung: | P84(Architekt):Harry Glück P131(Ort):Wien Region-ISO:AT-9                   |
| ja   | Datei hochladen | 1980      | Verdi-Siedlung                                              | Jochen-Rindt-Straße 20 Standort                          | | P84(Architekt): P131(Ort):                                                  |
| ja   | Datei hochladen | 1980      | Rechenzentrum der Stadt Wien (Glaspalast)                   | Rathausstraße 1 Standort                                 | zerstört Anmerkung: Der Abriss war ursprünglich für 2016 geplant. Ab Juni 2016 sollte das Baurecht des bewilligten Nachfolgebaus an einen Investor verkauft werden. Ende 2016 wurde es an die BUWOG verkauft und ab August 2017 wurde das Gebäude abgerissen. | P84(Architekt): P131(Ort):                                                  |
| ja   | Datei hochladen | 1981–1984 | Pensionistenheim Loquaiplatz                                | Loquaiplatz 5, Wien 6 Standort                           | erbaut nach Plänen der AG Erwin Christoph, Harry Glück & Partner. 199 Einzelappartements und 20 Doppelappartements, Betreuungszimmer. | P84(Architekt): P131(Ort):                                                  |
| ja   | Datei hochladen | 1982–1985 | Pensionistenheim Ziegelofengasse                            | Ziegelofengasse 6a, Wien 4 Standort                      | 213 Einzelappartments und 15 Doppelappartements, Pflegezimmer, Betreuungszimmer | P84(Architekt): P131(Ort):                                                  |
| ja   | Datei hochladen | 1983      | Hotel Marriott                                              | Parkring Standort                                        | mit Peter Czernin | P84(Architekt):Harry Glück, Peter Czernin P131(Ort):Wien Region-ISO:AT-9    |
| ja   | Datei hochladen | 1983–1986 | Pensionistenheim Trazerberg                                 | Schrutkagasse 63, Wien 13 Standort                       | 237 Einzelappartments und 16 Doppelappartements, Pflegezimmer, Betreuungszimmer | P84(Architekt): P131(Ort):                                                  |
| ja   | Datei hochladen | 1985      | Vollwertwohnen Hartlgasse 28                                | Standort                                                 | andere Bauteile von Wilhelm Holzbauer, Heinz Hilmer & Christoph Sattler Anmerkung: | P84(Architekt):Harry Glück P131(Ort):Wien Region-ISO:AT-9                   |
| ja   | Datei hochladen | 1986      | Wohnhausanlage Elterleinplatz 9–12                          | Elterleinplatz 9–12 Standort                             | mit Werner Höfer, Erwin Christoph, Tadeusz Spychala | P84(Architekt): P131(Ort):                                                  |
| ja   | Datei hochladen | 1989      | Bürokomplex Lassallestraße, Bank Austria, OMV, IBM          | Standort                                                 | mit Wilhelm Holzbauer, Kurt Hlaweniczka, Hannes Lintl, Georg Lippert Anmerkung: | P84(Architekt): P131(Ort):                                                  |
| ja   | Datei hochladen | 1990–1992 | Wohnpark Wilhelmsdorf                                       | Flurschützstraße 36 Standort                             | 735 Wohneinheiten | P84(Architekt): P131(Ort):                                                  |
| ja   | Datei hochladen | 1992      | Otto-Probst-Straße 36                                       | Otto-Probst-Straße 36 Standort                           | | P84(Architekt): P131(Ort):                                                  |
| ja   | Datei hochladen | 1992–1994 | Handelskai 296–298                                          | Handelskai 296–298 Standort                              | Europas erstes Niedrigenergiehaus Anmerkung: Identadresse Engerthstraße 257 | P84(Architekt): P131(Ort):                                                  |
| ja   | Datei hochladen | 1992      | Pensionistenwohnheim Weinberggasse                          | Weinberggasse 67–71 Döbling, Wien Standort               | | P84(Architekt): P131(Ort):                                                  |
| ja   | Datei hochladen | 1996      | Wohnbebauung Langobardenstraße                              | Langobardenstraße Standort                               | 840 Wohneinheiten | P84(Architekt): P131(Ort):                                                  |
| ja   | Datei hochladen | 2002      | Wohnanlage Eichenstraße                                     | Eichenstraße Standort                                    | 226 Wohneinheiten | P84(Architekt): P131(Ort):                                                  |
| ja   | Datei hochladen | 2007      | Wohnanlage Rudolf-Virchow-Straße                            | Rudolf-Virchow-Straße, Wien-Floridsdorf Standort         | mit Margarethe Cufer, Rüdiger Lainer + Partner Architekten. 92 Wohneinheiten | P84(Architekt): P131(Ort):                                                  |
| ja   | Datei hochladen | 2011      | Wohnanlage Industriestraße 135                              | Industriestraße 135, 1220 Wien Standort                  | 137 Wohneinheiten | P84(Architekt): P131(Ort):                                                  |
| ja   | Datei hochladen | 2014      | Wohnhausanlage                                              | Franz-Haas-Platz 5 Standort                              | gefördertes Wohnprojekt zum Thema „Wohnen mit kultureller Vielfalt“ auf den ehemaligen Mautner-Markhof-Gründen | P84(Architekt): P131(Ort):                                                  |
| ja   | Datei hochladen | 2017      | Wohnhausanlage                                              | Altmannsdorfer Straße 104 Standort                       | 173 Mietwohnungen; „Harry-Glück-Haus“ | P84(Architekt): P131(Ort):                                                  |

## Publikationen
- mit Kurt Freisitzer: Sozialer Wohnbau: Entstehung, Zustand, Alternativen, Molden, Wien 1979, ISBN 3-217-00389-6.
- Irenäus Eibl-Eibesfeldt und Hans Hass (Humanethologie), Kurt Freisitzer (Soziologie), Ernst Gehmacher (Umfrageforschung), Harry Glück (Architektur): Stadt und Lebensqualität: Neue Konzepte im Wohnbau auf dem Prüfstand der Humanethologie und der Bewohnerurteile. Deutsche Verlags-Anstalt, Stuttgart / Österreichischer Bundesverlag, Wien, 1985, ISBN 3-421-02839-7 (DVA) / ISBN 3-215-05823-5 (Österr. Bundesverl.).